# Гігростат
Гігростат (від грец. ύγρόν - волога і грец. στατός - нерухомий)  — апарат (установка) в робочій камері якого створюється і підтримується задана вологість повітря. 

## Застосування
Застосовується для перевірки волосяних гігрометрів, радіозондів та інш. Гігростати використовуються для контролю і керування відносної вологості в складних просторах.
Він може встановлюватися для регулювання зволоження і осушення повітря для офісних приміщень та серверних, в технологіях зберігання продуктів та овочів, холодильних камерах для овочів та фруктів, теплицях для вирощування садових рослин, текстильній промисловості, паперовій промисловості, фотоіндустрії, лікарнях.